# Proposiciones no deseadas
Unwanted Advances: Sexual Paranoia Comes to Campus (en español: «Proposiciones no deseadas: la paranoia sexual llega al campus») es un libro escrito por la crítica cultural y académica feminista Laura Kipnis, publicado por la editorial Harper en 2017.  
El libro se basa, en gran medida, en el caso del filósofo Dr. Peter Ludlow, quien renunció a la Northwestern University después de que un cuerpo disciplinario de la universidad descubrió que acosó sexualmente a dos estudiantes. Ludlow negó cualquier irregularidad y dijo que la relación fue consensuada. Un argumento central del libro es que: 

"... el asfixiante sentido de peligro sexual que arrasa los campus estadounidenses" y " ...el neo-sentimentalismo sobre la vulnerabilidad femenina" no empodera a las mujeres, sino que impiden la lucha por la igualdad de género.

Un estudiante que había presentado una queja sobre el Título IX discutida en detalle en el libro presentó una demanda contra Kipnis y su editor, HarperCollins, alegando invasión de privacidad, difamación y otros cargos relacionados con el libro. Escribe Jennifer Senior, que: 

Entre los educadores que recientemente se encontraron en la traicionera intersección de la libertad de expresión y la política de la sensibilidad está Laura Kipnis, profesora de cine, crítica cultural y provocadora de la Northwestern University. Respondiendo a una nueva directiva del campus que impide a los profesores salir con estudiantes universitarios, escribió un ensayo para The Chronicle of Higher Education, en febrero de 2015, titulado “Sexual Paranoia Strikes Academe”. A los pocos días de la publicación, fue tildada en el Título IX de quejas, por crear un "ambiente hostil". Pasó 72 días en la estacada pública por ello, hasta que la universidad la despejó de cualquier delito.